# Palazzo Giordani (Parma)
Il Palazzo Giordani è un edificio dalle forme liberty situato in stradone Martiri della Libertà 15 a Parma, non lontano dall'ingresso monumentale della Cittadella; costituisce la sede della Provincia di Parma.

## Storia
Il grande palazzo fu edificato a partire dal 1921 su progetto dell'ingegner Gustavo Tognetti, che si avvalse della collaborazione dell'ingegner Bruno Cornelli, per volere dell'allora Consorzio per l'assetto edilizio universitario, che necessitava di un padiglione universitario per lo studio delle scienze biologiche.
Già nel decennio successivo cambiò destinazione, diventando sede della scuola di avviamento professionale a indirizzo commerciale.
Intorno al 1935 fu edificata sul retro dell'edificio una palazzina destinata a palestra.
Durante la seconda guerra mondiale il palazzo fu utilizzato a scopi militari e in particolare durante la Repubblica Sociale fu destinato a caserma di un reparto di SS italiane agli ordini di ufficiali tedeschi.
Nel dopoguerra l'edificio ritornò alla precedente destinazione scolastica a indirizzo commerciale, diventando poi nel 1961 sede dell'istituto professionale "Pietro Giordani", che vi rimase fin verso la fine del secolo.
Tra il 2000 e il 2003 il palazzo fu completamente ristrutturato su progetto dell'architetto parmigiano Haig Uluhogian e divenne sede di alcuni uffici dell'Amministrazione provinciale.
Agli inizi del 2018 nell'edificio si trasferirono anche i rimanenti uffici della Provincia di Parma, compresi quelli del presidente e del consiglio, fino ad allora collocati nel palazzo di piazzale della Pace.

## Descrizione

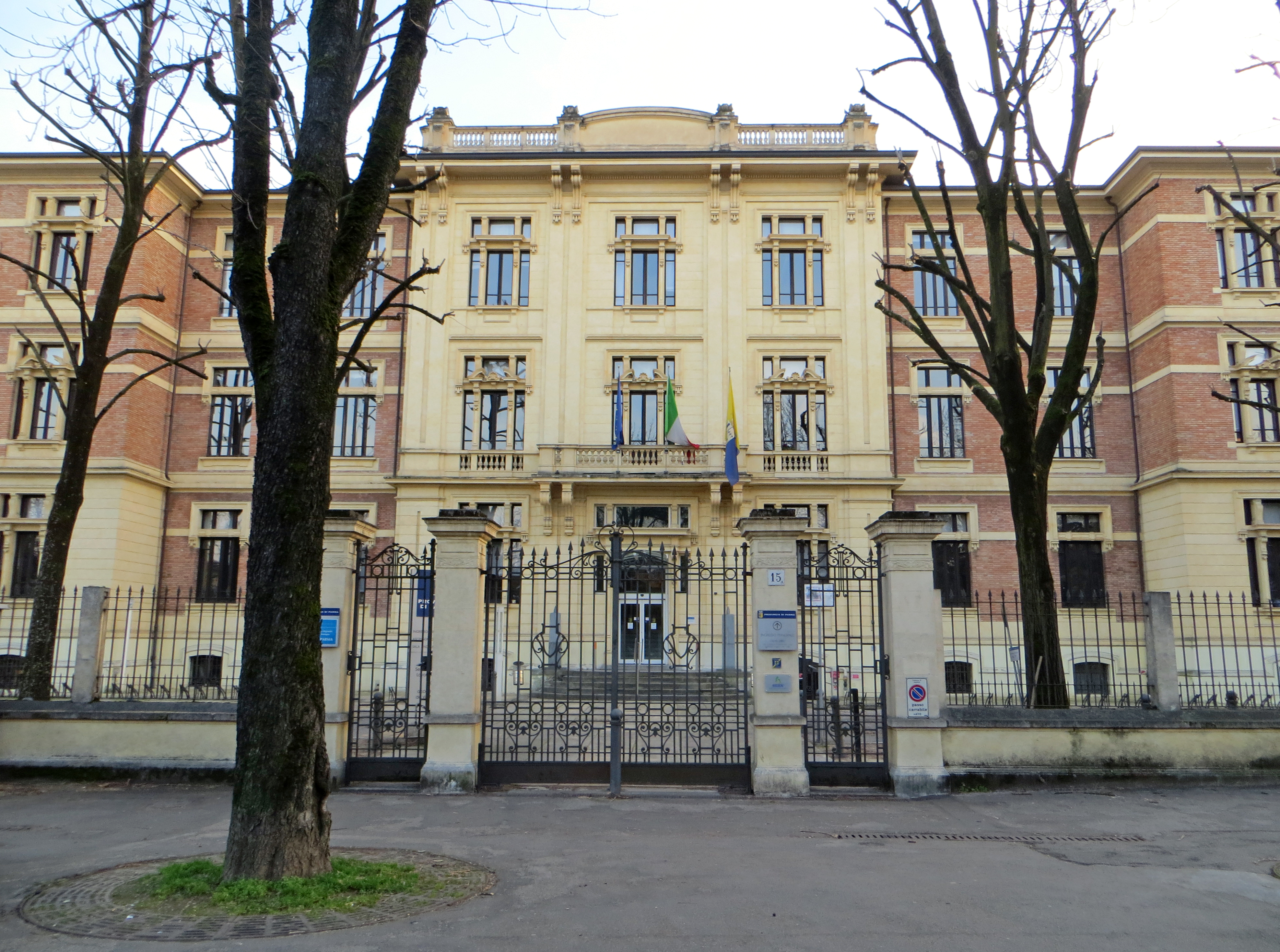
Particolare della facciata

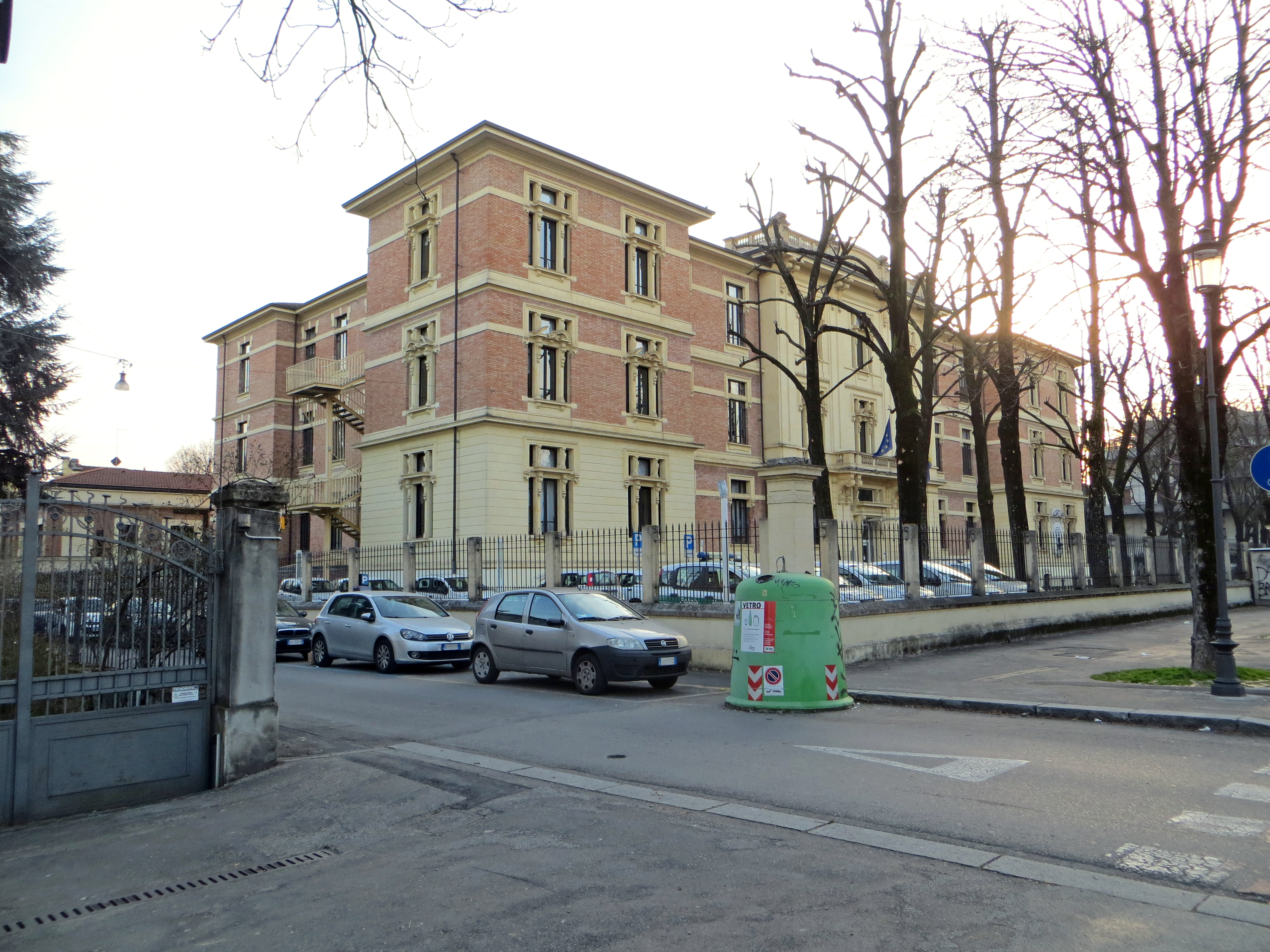
Facciata e lato est

L'imponente palazzo sorge all'interno di un lotto di circa 6000 mq, sviluppandosi simmetricamente attorno a un grande cortile centrale.
L'edificio, in stile liberty ma con taglio classicheggiante, si innalza su tre piani oltre il seminterrato e il sottotetto.
Tutte le facciate sono rivestite in laterizio, con marcapiani e cornici in cemento dipinto nel colore giallo. Il prospetto principale, rigorosamente simmetrico, si suddivide in vari corpi, di cui quello centrale, leggermente aggettante rispetto a quelli laterali, interamente rivestito in granigliato di cemento dipinto ed arricchito da decori classici, tra cui le doppie lesene di ordine gigante, le finestre tripartite con sopraluce ricoperte da timpani ad arco spezzato, le mensole a sostegno del cornicione di coronamento e la balaustra in sommità. Ai lati si innalzano due ali leggermente più semplici, mentre le estremità in aggetto sono caratterizzate da maggiori elementi decorativi, tra cui le finestre tripartite ed il rivestimento del piano terreno in granigliato di cemento dipinto.

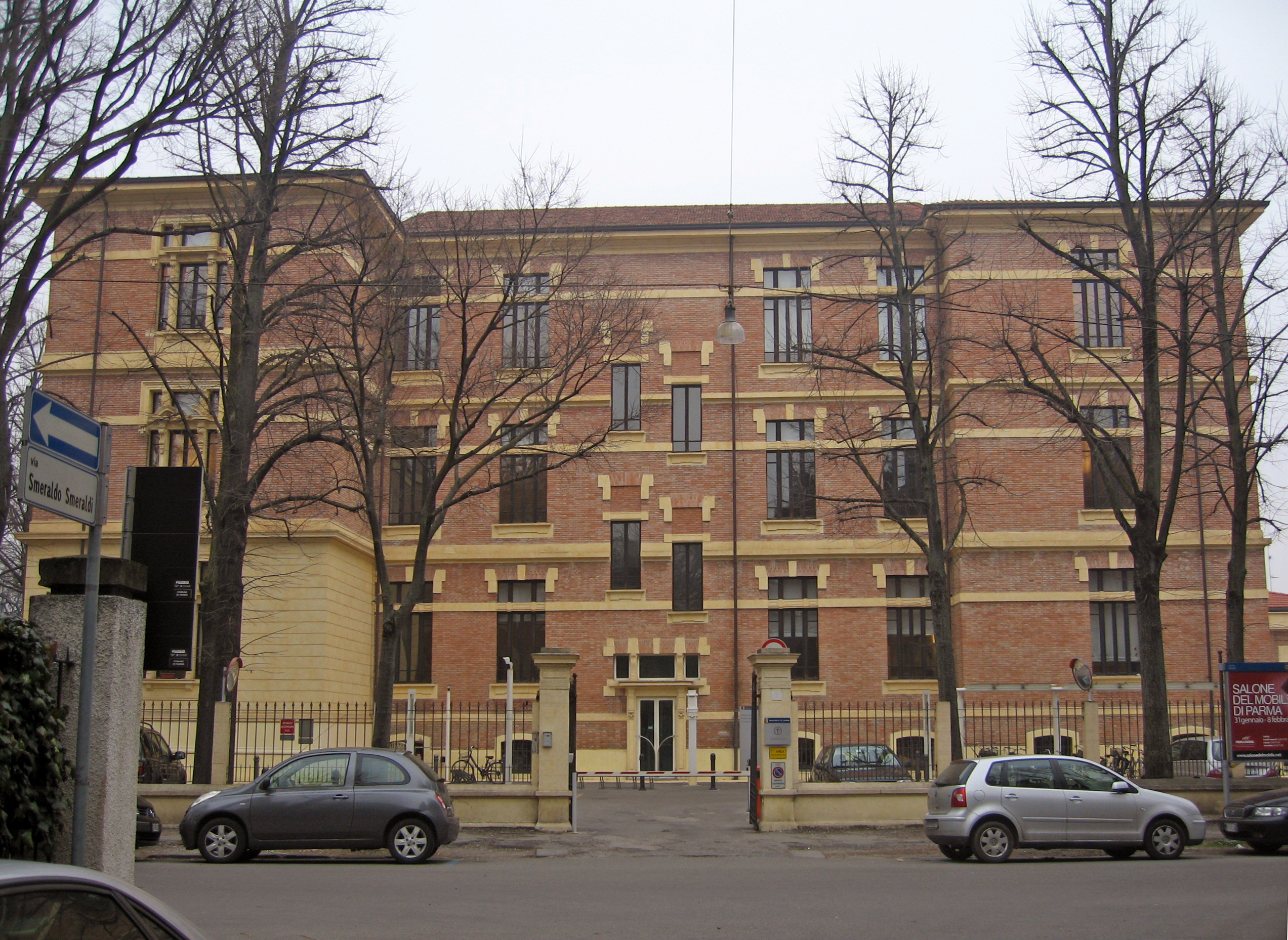
Lato est

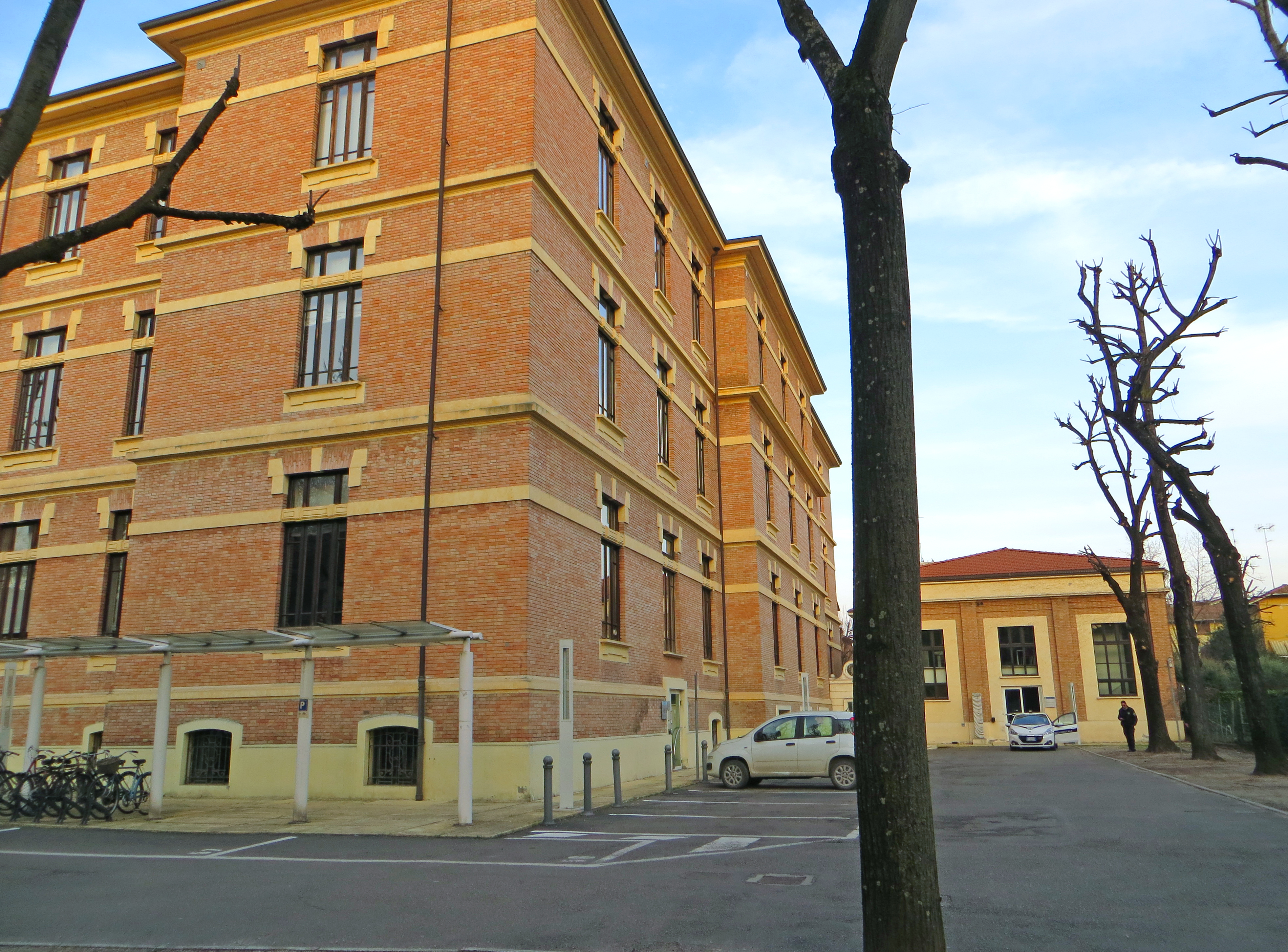
Prospetto posteriore ed ex palestra

Al centro l'ingresso è preceduto da una scalinata e ricoperto da un lungo balcone balaustrato, sorretto da eleganti mensole con volute.
All'interno un'altra rampa di scala conduce al piano rialzato, caratterizzato dai pregevoli pavimenti in marmo, il cui disegno converge verso il cortile centrale, ricoperto in seguito all'ultima ristrutturazione con una grande struttura vetrata, che rende lo spazio utilizzabile per mostre temporanee.
Le notevoli altezze degli ambienti dei tre piani principali conferiscono all'edificio un carattere solenne, rimarcato anche dall'ampiezza delle sale e dalla grandezza delle finestre; per questo la ristrutturazione ha consentito di suddividere alcuni ambienti secondari con soppalchi.
La palazzina sul retro originariamente destinata a palestra, dallo stile analogo al palazzo principale, oggi ospita, oltre a ulteriori uffici, una piccola sala convegni con una gradinata da 60 posti, intitolata nel 2005 all'ex presidente della Provincia Andrea Borri.